# Republik der Strolche
Republik der Strolche è il primo album in studio del gruppo hard rock neo-nazi tedesco Landser, pubblicato il 5 maggio 1995.
In Germania è stato bandito dal settembre del 1996. Inoltre, una ristampa in vinile pubblicata dalla Stagma è stata bandita il 9 novembre 2015 per lo stesso motivo.

## Tracce
Testi di Regener, musiche dei Landser, eccetto ove indicato.
1. Landser - 2:00
2. Kein Herz für Marxisten - 2:14 (Fortress)
3. Klan-Song - 3:14
4. Mord in Ahrensbök - 2:50
5. Ian Stuart - 4:31
6. Signal zum Aufstand - 3:18
7. 10 Kleine Kommi-Schweine - 1:23
8. K.P.S. - 3:03
9. Xenophobia - 2:56
10. Republik der Strolche - 3:06
11. Afrika Lied - 2:25 (testo: Odis Cochran & The Three Bigots - musica: G.L. Rockwell Party Inc.)
12. Allein Machen sie dich ein - 2:26 (Ton Steine Scherben)
13. Schala-lala-li - 3:48
14. Koma Kolonne - 3:10

## Formazione
- Michael Regener - voce, chitarra
- André M. - basso
- Horst Schen - batteria